# Jón Dagur Þorsteinsson
Jón Dagur Þorsteinsson (ur. 26 listopada 1998) – islandzki piłkarz, występujący na pozycji skrzydłowego w Oud-Heverlee Leuven.

## Kariera klubowa
Þorsteinsson zadebiutował w lidze islandzkiej 23 sierpnia 2014 roku w meczu 1. delid przeciwko Þróttur Reykjavík. W lipcu 2015 roku został wykupiony przez angielski klub Fulham F.C. W 2017 roku jego kontrakt został przedłużony do końca sezonu 2018/2019.
31 sierpnia 2018 roku został wypożyczony do zespołu duńskiej Superligaen – Vendsyssel FF. Vendyssel spadło z ligi na zakończenie sezonu, a Throsteinsson został najlepszym strzelcem drużyny zdobywając zaledwie 3 bramki. 17 maja 2019 roku Fulham ogłosiło skorzystanie z klauzuli umożliwiającej przedłużenie umowy o rok do lata 2020 roku.
W dniu 25 czerwca 2019 roku duński klub Superligi AGF ogłosił, że podpisał trzyletni kontrakt z Þorsteinssonem.

## Kariera międzynarodowa
W październiku 2018 roku po raz pierwszy został powołany do pierwszej reprezentacji Islandii na mecze z Francją i Szwajcarią. W kadrze zadebiutował jednak dopiero w listopadowym meczu Ligi Narodów przeciwko Belgii. W styczniu 2019 roku zdobył swoją pierwszą bramkę w kadrze w spotkaniu przeciwko Szwecji.